# Nordbanen
Nordbanen kallas den järnväg som går från Köpenhamn till Helsingör via Hilleröd. Den öppnades 1864 (delen Köpenhamn–Kongens Lyngby 1863) och har en banlängd på 60,9 km. Mellan Köpenhamn och Hilleröd går numera S-tog, linje B och E. Det går också godståg med diesellok.
Delen mellan Hilleröd och Helsingör, via Fredensborg, går under namnet Lille Nord och trafikeras med lokaltåg i halvtimmestrafik i rusning och varje timme annars. Lille Nord drivs sedan 1 januari 2007 av Lokalbanen (sedan 2015 Lokaltog), efter att ha drivits av DSB sedan 1880 då Det Sjællandske Jernbaneselskab övertogs av danska staten.